# Vernais
Vernais é uma comuna francesa na região administrativa do Centro, no departamento Cher. Estende-se por uma área de 25,5 km². Em 2010 a comuna tinha 192 habitantes (densidade: 7,5 hab./km²).